# 58e régiment de transmissions
Le 58e régiment de transmissions était une unité de l'Armée de terre française spécialisée dans les transmissions. Cette unité a été dissoute le 30 juin 2001.
Son héritier est la Direction interarmées des réseaux d'infrastructure et des systèmes d'information de Bordeaux.

## Historique du58eR.T.
En 1946, la 58e Compagnie de transmissions s'installe à Compiègne, et donne naissance le 1er août 1947 au 58e Bataillon de transmissions, qui élit garnison à Lille jusqu'à sa dissolution le 30 avril 1950.
Le 1er août 1969, le 58e Bataillon de Transmissions (58e BT) devient le 58e Régiment de transmissions (58e RT). Il est alors à Compiègne. Il prend ensuite l'appellation de 58e Régiment de commandement et de transmissions (58e RCT) le 1er juillet 1970. Il change de nouveau d'appellation le 1er juillet 1979 et redevient le 58e Régiment de transmissions (58e RT) et s'installe à Maisons-Laffitte.
Le 58e RT déménage à Laon en 1984 puis à Poitiers le 1er juillet 1995.
Il est dissous définitivement le 30 juin 2001.
Le 25 avril 2017, le drapeau du 58e RT est confié à la DIRISI de Bordeaux.

## Drapeau du régiment
Son drapeau ne porte aucune inscription:

## Voir aussi

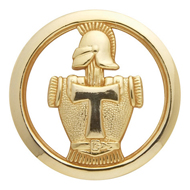
Insigne de béret des transmissions